# Rohrauer Größtenberg
Der Rohrauer Größtenberg ist ein 1810 m ü. A. hoher Berg im Sengsengebirge. Nach Norden bricht seine rund 700 Meter hohe und schrofige Wand steil ins Niklbachtal ab. Die Südseite ist mäßig steil und wird von ausgedehnten Feldern der Bergkiefer (Pinus mugo) bedeckt. Der Gipfel liegt am Sengsengebirgs-Höhenweg (Nummer 469) und wird im Sommer meist nur im Zuge einer Überschreitung des Sengsengebirges besucht. Im Winter ist der Gipfel Ziel einer bekannten Skitour. Am Gipfel befindet sich nur ein Wegweiser mit Gipfelbuch.